# Kouk Roka
Kouk Roka es una comuna (khum) del distrito de Dangkao, en la provincia de Nom Pen, Camboya. En marzo de 2008 tenía una población estimada de 10 833 habitantes.
Se encuentra ubicada junto a los ríos Mekong y Bassac, al sur del lago Sap (Tonlé Sap).